# Genebra de Cavalcanti
Genebra de Cavalcanti (em italiano:  Ginevra dei Cavalcanti; Florença, 15 de março de 1397 – Florença, 1 de junho de 1435) foi uma nobre italiana. Ela foi esposa do banqueiro Lourenço de Médici, o Velho (Não confundir com Lourenço, O Magnífico).

## Família
Genebra foi a filha de João Américo de Cavalcanti e de Constança Malaspina de Verrucola. 
Os seus avós paternos eram Américo de Cavalcanti e Francesca Acciaoli. Os seus avós maternos eram Nicolau Malaspina, Marquês de Verrucola e Angélica de Verona.

## Biografia
Genebra pertencia à família nobre e rica dos Cavalcanti, e os seus irmãos ocupam posições importantes no governo de Florença. Assim como os Médici, os Cavalcanti também eram mecenas das artes, e, um membro da família de Genebra encomendou o Tabernáculo da Anunciação da Basílica de Santa Cruz com Donatello.
Em 1416, quando tinha 18 ou 19 anos, Genebra casou-se com Lourenço de Médici, filho de João de Bicci de Médici e de Picarda Bueri, que tinha 21 ou 22 anos. Eles tiveram três filhos.
Após o casamento, o casal morou com a família dele, em Casa Vecchia, até eles se mudarem para o novo Palácio Médici Riccardi, projeto de Michelozzo Michelozzi. Considerada virtuosa e piedosa, ela era uma mulher religiosa dedicada à família. Genebra tinha um relacionamento afetuoso com a cunhada, Contessina de Bardi.
Quando viúva, após 1440, Genebra passava bastante tempo na Villa Medicea del Trebbio, com o filho, Pedro Francisco, que gostava de cavalgar e caçar. Ela também, com frequência, estava na companhia de Contessina e seus filhos, na vila vizinha de Cafaggiolo. Diferentemente da cunhada que se preocupava com as questões práticas da vida diária, Genebra focava a sua atenção em religião e obras de caridade. Nesse aspecto, Genebra era mais parecida com Lucrécia Tornabuoni, esposa de Pedro de Cosme de Médici, embora Lucrécia pertencesse a uma geração mais nova.
Genebra faleceu em 1 de junho de 1435, em Florença, aos 38 anos. O seu local de enterro é desconhecido.

## Legado
Um busto de bronze que talvez represente Genebra ou Analena Malatesta, faz parte da coleção do Museu Nacional do Bargello, em Florença.
Ainda na arte, Genebra também aparece como a Virgem Maria numa pintura, a qual é representada com os traços faciais da nobre.
A tese Della famiglia de Leon Battista Alberti, dá como referência, literária e social, para os modelos em que Lucrécia se baseava: Picarda, Contessina e Genebra.
O santo Antonino de Florença dedicou o seu texto, Regola de vita cristiana, a Genebra. Nele, Judite é citada como um exemplo de uma bela viúva que incorpora as virtudes cristãs, e que arriscou a vida para defender o seu povo.

## Descendência
- Francisco de Médici (1420 – antes de 1440), marido de Maria Gualterotti;
- Pedro Francisco de Médici (15 de maio de 1430 – 19 de julho de 1476), banqueiro. Foi casado com Laudomia Acciaiuoli, com quem teve dois filhos;
- Leonor de Médici[7] (1435 - c. 1467), foi esposa de Jacopo de Gênova, com quem teve um filho, Ricardo.